# Бутырина, Ольга Николаевна
Ольга Николаевна Бутырина (1916, с. Драгунское, Курская губерния — 10 февраля 1974, пос. Октябрьский, Белгородская область) — звеньевая совхоза «Дмитротарановский», Белгородская область. Герой Социалистического Труда, (1948).

## Биография
Родилась в 1916 году в селе Драгунское Российской империи (позже — Стрелецкого сельсовета, ныне Яковлевского района Белгородской области) в крестьянской семье.
Всего полтора года ходила в начальную школу. Рано начала работать — сначала в родительском хозяйстве, затем по найму у зажиточных крестьян.
После освобождения района от гитлеровских оккупантов работала полеводом Ленинского отделения свеклосеменоводческого совхоза «Дмитротарановский». Исполнительную, работящую и принципиальную Ольгу Николаевну в 1944 году назначили звеньевой свекловичного звена. А потом в хозяйстве образовалось ещё несколько полеводческих звеньев, между которыми развернулось социалистическое соревнование за качественное и своевременное проведение полевых работ, лучшее использование семян и удобрений, за получение высоких урожаев зерновых культур, свеклосемян и маточной свеклы. Звено О. Н. Бутыриной, в котором работала она со своими сестрами Еленой и Прасковьей, почти всегда выходило победителем в трудовом соревновании.
Особенно удачным для работников совхоза выдался 1947 год. Тогда Бутырина получила с каждого гектара закрепленной площади по 36,5 центнера ржи. Бутырина и ещё четыре звеньевые совхоза «Дмитротарановский» в мае 1948 года удостоились звания Героя Социалистического Труда.
Позже она стала наставницей для многих молодых свекловодов. Сочетала производственную работу с общественной. Неоднократно избиралась в состав райкома КПСС, депутатом поссовета, членом парткома и профкома совхоза.
Жила в рабочем поселке (ныне — посёлок городского типа) Октябрьский.
Умерла 10 февраля 1974 года.

## Память
- Могила О. Н. Бутыриной, Героя Социалистического Труда, является памятником истории и культуры[2].

## Награды
- В 1948 году Указом Президиума Верховного Совета СССР Ольге Николаевне Бутыриной было присвоено звание Героя Социалистического Труда с вручением ордена Ленина и Золотой медали «Серп и Молот».
- Награждена орденом Ленина и медалями.